# Szászmagyarós község
Szászmagyarós község (románul: Comuna Măieruș) község Brassó megyében, Romániában. Központja Szászmagyarós, hozzá tartozik Lüget.

## Népessége
A 2011-es népszámlálás adatai alapján a község népessége 2920 fő volt.